# MBH Bank
Az MBH Bank Nyrt. Európában egyedülálló módon, hármas bankfúzió eredményeképp, az MKB Bank Nyrt., a Takarékbank Zrt. és a Budapest Bank Zrt. egyesülését követően, 2023. május 1-én kezdte meg működését. Közel két és fél millió lakossági és vállalati ügyfelét, valamint eszközállományát tekintve is Magyarország legnagyobb magyar tulajdonú hitelintézetévé vált, több mint 400 bankfiókot működtet, a legnagyobb lefedettséggel rendelkezik az országban. Összesített mérlegfőösszege megközelíti a 12 824 milliárd forintot. A banknál elhelyezett betétállomány több mint 8 019 milliárd forintot tesz ki, míg a bruttó hitelállomány meghaladja a 6 126 milliárd forintot.  A bank tőkehelyzete stabil, saját tőkéje eléri az 1 143,2 milliárd forintot.

## Története
2020. május 15-én az MTB Magyar Takarékszövetkezeti Bank és az MKB Bank közös pénzügyi holding társaság – a Magyar Bankholding Zrt. – létrehozásáról írt alá szándéknyilatkozatot, amelybe a két pénzintézet egyenlő tulajdonrésszel lépett be. Május 26-án a Budapest Bank is csatlakozott a stratégiai együttműködéshez.
A Magyar Bankholding azzal a céllal jött létre, hogy hazai tulajdonú pénzügyi holdingtársaságként megvalósítsa a Budapest Bank, az MKB Bank és a Takarék Csoport egyesítését és transzformációját. A társaság 2020. december 15-én kezdte meg tényleges működését, miután a Magyar Nemzeti Bank engedélyének birtokában a három hitelintézet meghatározó tulajdonosai a banki részvényeiket a közös holdingtársaságba apportálták, ezzel létrehozva Magyarország második legnagyobb bankcsoportját.
2021. december 15-én az MKB Bank közgyűlése, valamint a Budapest Bank és a Takarék Csoportot tulajdonló Magyar Takarék Bankholding legfőbb döntéshozó szervei jóváhagyták a Budapest Bank, az MKB Bank és a Magyar Takarék Bankholding egyesítésére vonatkozó fúziós menetrendet. Ennek első lépéseként 2022. március 31-én egyesült a bankcsoport két tagbankja, a Budapest Bank és az MKB Bank, amely során a Budapest Bank beolvadt az MKB Bankba.
Az egyesült bank 2023. április 30-ig, a Takarékbank csatlakozásáig MKB Bank néven folytatta működését, 2023. május 1. óta MBH Bank néven, egységes márkanévvel és arculattal működik tovább.
2024. december 3-án megszűnt a Magyar Bankholding, és az MBH Bankban meglévő tulajdonjogát a Corvinus BHG Zrt., a Zenit Asset Management Zrt., a CEE Horizon Capital Zrt., a CEE Paramount Equity Zrt., a Pinnacle Asset Group Zrt., valamint a Hungary Apex Investments Zrt. vették át. 
Az MBH Bank részvénytulajdonosi szerkezete, a Budapesti Értéktőzsde adatlapja alapján:
| Név                           | Tulajdoni hányad (%) |
| Zenith Asset Management Zrt.  | 24,84                |
| Corvinus BHG Zrt.             | 20,01                |
| 5% alatti tulajdonosok        | 13,65                |
| CEE Horizon Capital Zrt.      | 11,38                |
| CEE Paramount Equity Zrt.     | 10,70                |
| Saját részvény                | 7,00                 |
| Hungary Apex Investments Zrt. | 6,21                 |
| Pinnacle Asset Group Zrt.     | 6,21                 |
| Közkézhányad                  | 13,65                |

Az MBH Bank Nyrt. a Budapesti Értéktőzsdén jegyzett társaság, amelynek megfelelő teljes transzparencia biztosítja a befektetők számára a pénzügyi információk hozzáférhetőségét. Az MBH Bank tervei között szerepel a meglévő hazai tőzsdei jelenlét megerősítése, illetve a nemzetközi tőzsdei kibocsátás megvalósítása is.
2024.03.27-én a szükséges engedélyek megszerzése után lezárult a Fundamenta-Lakáskassza Zrt. 76,35%-os tulajdonrészének megvásárlására vonatkozó részvényadásvételi folyamat, amelynek értelmében az MBH Bank vált a társaság többségi tulajdonosává. 2024.11.11-én a pénzintézet bejelentette, hogy további 14,88%-os részesedést vásárol a lakás-takarékpénztárból, ezzel 91,23%-ra növelve tulajdoni hányadát a társaságban. A 14,88%-os tulajdonrész megvásárlása a szükséges hatósági engedélyek megszerzése után zárul le. A Fundamenta a lezárult tranzakció után az MBH Bank konszolidált leányvállalataként, de önálló entitásként működik tovább. Az MBH Bank célja, hogy a tranzakció nyomán az MBH Bank a Fundamentával kiegészülve a hazai megtakarítási és jelzáloghitel-piac vezető szereplője legyen.
A tagbankok fúziója és a Fundamenta akvizíciója révén Magyarország második legnagyobb bankcsoportja jött létre. A bank stratégiai célja, hogy Magyarország egyik legmeghatározóbb bankjává váljon, és megjelenjen a nemzetközi piacokon is, így a közép-kelet-európai régió országaiban is.

## Vezetők[16]
Elnök-vezérigazgató: Dr. Barna Zsolt
Vezérigazgató-helyettesek:
- Ginzer Ildikó, az MBH Bank Standard kiszolgálásért felelős üzleti vezérigazgató-helyettese
- Szabó Levente, az MBH Bank Egyedi kiszolgálásért felelős üzleti vezérigazgató-helyettese
- Egerszegi Ádám, az MBH Bank Digitalizációért és operációért felelős vezérigazgató-helyettese
- Dobi Kitti, az MBH Bank Humán erőforrásért felelős vezérigazgató-helyettese
- Krizsanovich Péter, az MBH Bank Stratégiáért és pénzügyekért felelős vezérigazgató-helyettese
- Dr. Mészáros Beatrix, az MBH Bank Leányvállalatokért felelős vezérigazgató-helyettese
- Bakonyi András, az MBH Bank Kockázatkezelési vezérigazgató-helyettese
- Puskás András, az MBH Bank Önkormányzati és egyházi kiszolgálás, ESG és fenntarthatóság, kommunikáció és államigazgatási kapcsolatokért felelős vezérigazgató-helyettese[17]

Igazgatósági tagok: Takács Marcell Tamás, Sárváry István, dr. Vinnai Balázs, Szabó Levente László, Egerszegi Ádám
Felügyelőbizottság: Dobi Kitti, Járai Zsigmond, Vaszily Miklós, dr. Török Ilona, Feodor Rita

## MBH Csoport
- MBH Duna Bank Zrt.

A győri központú Duna Takarék Bank Zrt. közvetlen többségi részesedésének megvásárlása 2023.09.29-én zárult le, amelynek értelmében a vállalat az MBH Bank Nyrt. 98,46%-os közvetlen tulajdonát képezi. Az MBH Duna Bank Zrt. 2023.12.01-től megújult arculattal, az MBH csoport tagjaként, de önállóan működve folytatja tevékenységét.
- MBH Befektetési Bank Zrt.

Az MBH Befektetési Bank az MBH Csoport tagjaként egy befektetési termékekre és szolgáltatásokra specializálódott önálló hitelintézetként van jelen a pénzügyi piacon. Az MBH Befektetési Bank célja, hogy a bankcsoport kiemelkedően sokoldalú befektetési termékportfólióját magas szintű kiszolgálással értékesítse.
- Euroleasing Zrt.

Az Euroleasing a hazai lízingpiac vezető szereplője, amely teljes körű finanszírozási szolgáltatást nyújt személy- és haszongépjárművek, mezőgazdasági gépek és ipari eszközök beszerzéséhez. 2022 januárjától a Magyar Bankholding részeként a lízingpiac négy meghatározó szereplője, az MKB-Euroleasing Autólízing Zrt., a Budapest Bank Zrt. Autófinanszírozási üzletága, a Budapest Lízing Zrt. és a Takarék Lízing Zrt. közösen, egységes irányítás alatt működik Euroleasing néven. Vállalatokat és magánszemélyeket egyaránt kiszolgálva az Euroleasing országos hálózattal rendelkezik.
- MBH Alapkezelő Zrt.

A Magyar Bankholding fúziós menetrendjének megfelelően 2022. augusztus 31-én lezajlott a vállalatcsoporthoz tartozó két alapkezelő egyesülése. Az MKB-Pannónia Alapkezelő és a Budapest Alapkezelő összeolvadásával létrejött az MKB Alapkezelő Zrt., amely 2023. május 1. napjától működik ezen a néven. Az MBH Alapkezelő Zrt. jelentős tapasztalattal rendelkezik mind a befektetési alapok, mind az egyéni kiszolgálásra épülő, intézményi portfóliókezelés területén. Versenytársai közül kiemeli a cseh piacon betöltött szerepe, ahol az általa kezelt vagyon megközelíti a 105 milliárd forintot.
- MBH Jelzálogbank Nyrt.

Az MBH Jelzálogbank Nyrt. 1998-ban kezdte meg működését FHB Földhitel- és Jelzálogbank néven. Az első szakosított jelzálogbanki pénzintézetként lefektette a jelzálogbanki háttérrel működő jelzáloghitelezési üzletág alapjait a magyar bankpiacon, és országszerte elérhetővé tette a jelzáloglevéllel finanszírozott jelzálogalapú finanszírozást. A bank profilja 2018-tól letisztult, refinanszírozó jelzálogbankként működik, fő tevékenységi köre ennek megfelelően a jelzáloghitelek refinanszírozása az MBH Csoport tagjai és csoporton kívüli partnerbankok számára, valamint a jelzáloglevél-kibocsátás. Az MBH Jelzálogbank 2023. május 1-je óta a második legnagyobb hazai bankcsoport, az MBH Csoport tagjaként végzi üzleti tevékenységét.
- Fundamenta-Lakáskassza Zrt.

A Fundamenta alaptevékenységeként definiálható lakás-előtakarékossági tevékenység mellett jelentős szerepet töltenek be a lakhatáshoz kapcsolódó közvetített pénzügyi szolgáltatásai is, mint például a lakástámogatások, lakáshitelek és egyéb banki termékek. Az indulás óta a társaság mind a lakás-takarékpénztári szegmens, mind a lakásfinanszírozási piac meghatározó szereplőjévé vált. A szükséges engedélyek megszerzése után 2024.03.27-én lezárult a Fundamenta-Lakáskassza Zrt. 76,35%-os tulajdonrészének megvásárlására vonatkozó részvényadásvételi folyamat, amelynek értelmében az MBH Bank vált a társaság többségi tulajdonosává. A Fundamenta ezentúl az MBH Bank konszolidált leányvállalataként, de önálló entitásként működik tovább.

## Díjai, elismerései
VISA Awards 2023
- Visa #1 Issuer 2023 díj
- Visa #1 Special Award 2023 díj

ESG Awards 2023
- Employee Engagement ESG Programme Of The Year

Figyelő Top200 2023
- Az év pénzügyi vállalkozása

BÉT Legek 2024
- Az év jelzáloglevél kibocsátója
- Az év befektetési szolgáltatója
- Az év zártkörű alaptőke-emelése
- Budapesti Értéktőzsde részvényelemzői különdíj - Vágó Attila, az MBH Alapkezelő Befektetési igazgatója

EXIM Awards 2024
- Az Év Bankja 2023
- A Legeredményesebb Zöld Refinanszírozási Partner 2023
- A Legaktívabb Lízingcég 2023

FocusEconomics Analyst Forecast Awards 2024
- #1 Forecaster - Hungary Interest Rate
- #1 Forecaster - Hungary Exchange Rate
- #1 Forecaster - Hungary Inflation

Top Employers Institute 2024
- Top Employer 2024

Euromoney Global Private Banking Awards 2024
- Az Év Magyarországi Privátbankja High Net Worth Ügyfélkörben (Hungary's Best for High-Net-Worth)
- Az Év Magyarországi Privátbankja Diszkrecionális Portfoliókezelés (Hungary's Best for Discretionary Portfolio Management)

Euromoney Global Private Banking Awards 2025
- Az Év Magyarországi Privátbankja Utódlástervezésben (Hungary's Best for Succession Planning)
- Az Év Magyarországi Privátbankja Diszkrecionális Portfoliókezelés (Hungary's Best for Discretionary Portfolio Management)

## Társadalmi szerepvállalás
Az MBH Bank társadalmi felelősségvállalási stratégiája négy pillérre épül, amelyek közül az első a társadalmi felzárkóztatás, a szociálisan hátrányos helyzetűek támogatása. A Magyar Ökumenikus Segélyszervezettel közös együttműködés keretében indították el az MBH Tudatos Segítség Programot, amely a Segélyszervezet Országos Segélyközpontján keresztül családok tízezreinek támogatásához járul hozzá. A Nemzetközi Gyermekmentő Szolgálattal együttműködve hozták létre az MBH-ösztöndíjat a szociálisan hátrányos helyzetben élő gyermekek tanulmányi támogatására. Az Együtt az Autistákért Alapítvánnyal közös partnerséggel pedig a társadalmi szolidaritás fontosságára hívják fel a figyelmet.
A CSR stratégia második pillére a pénzügyi tudatosság és digitális íráskészség növelése a magyar társadalomban. Az MBH Bank és a Skool Technológiai Oktatásért Alapítvány együttműködésével életre hívott MBH Junior Digitális Program az általános- és középiskolás gyerekek digitális kompetenciafejlesztését tűzi ki célul. Emellett az MBH Bank és a DUE Médiahálózat 2023-ban indította el az évente ismétlődő Nagy Diák Banktudós Teszt háromfordulós pénzügyi vetélkedőt, amelynek célja, hogy játékos formában közvetítsen alapvető pénzügyi ismereteket kiemelten a fiatal korosztály számára.
A harmadik pillér fő célkitűzése a fenntarthatósági szempontok hatékony érvényesítése, a 2023 decemberében elindított Fenntartható Jövő Bankja Program keretében az MBH Bank három fő vállalás – a biodiverzitáshoz és a dekarbonizációhoz kapcsolódó célok, valamint a zöld hitelezés fellendítése – mentén valósít meg programokat együttműködő partnereivel.
A negyedik pillér a magyar művészet támogatása és fejlesztése, amelynek érdekében a bank létrehozta a Művészet Támogatásáért és Fejlesztéséért Alapítványt a feltörekvő tehetségek felkarolása, és a bank műgyűjteményének kezelése érdekében. Az alapítvány támogatásával alakult meg a Hungarian Art & Business (HAB), amelynek küldetése, hogy a magyar képzőművészeti innováció origójaként teret biztosítson a műremekek újraértelmezésére, új műtárgyak befogadására, valamint interaktív művészeti és közösségi eseményeken a művészeti párbeszéd kialakítására. Továbbá az MBH Bank rendszeresen támogat különböző, rangos művészeti díjakat, köztük a fiatal tehetségeket segítő Junior Prima Díjat a színház-, film- és táncművészet kategóriában.
Ezenfelül az MBH Bank számára fontos a hazai sportkultúra népszerűsítése. A Bank jogelődje 2022-ben kötött stratégiai megállapodást a Ferencvárosi Torna Clubbal, azóta a sportklub hivatalos bankja és pénzügyi stratégiai partnere. Ezen felül 2024 februárjában a hazai úszósport és a Magyar Úszó Szövetség kiemelt szponzorává vált, támogatja a Veszprém Handball Clubot, létrehozta a „Fradi Élmény” programot és névadó szponzora a Groupama Aréna Skybox szinteknek. A hitelintézet a Magyar Olimpiai Bizottsággal is stratégiai partnerségben áll, amely által a Magyar Olimpiai Csapat hivatalos bankja lett.